# Ambodiadabo (Bealanana)
Pour les articles homonymes, voir Ambodiadabo.
Ambodiadabo est une commune rurale malgache située dans la partie nord-est de la région de Sofia.